# Miami Open 2015 - Qualificazioni singolare femminile
Le qualificazioni del singolare femminile del Miami Open 2015 sono state un torneo di tennis preliminare per accedere alla fase finale della manifestazione. Le vincitrici dell'ultimo turno sono entrate di diritto nel tabellone principale. In caso di ritiro di una o più giocatrici aventi diritto a queste sono subentrate le lucky loser, ossia le giocatrici che hanno perso nell'ultimo turno ma che avevano una classifica più alta rispetto alle altre partecipanti che avevano comunque perso nel turno finale.

## Giocatrici

### Teste di serie
1. Francesca Schiavone (primo turno)
2. Alexandra Dulgheru (qualificata)
3. Zheng Saisai (ultimo turno, Lucky loser)
4. Carina Witthöft (primo turno)
5. Marina Eraković (qualificata)
6. María Teresa Torró Flor (primo turno, ritirata)
7. Donna Vekić (primo turno)
8. Tímea Babos (qualificata)
9. Nicole Gibbs (primo turno)
10. Denisa Allertová (ultimo turno)
11. Chanelle Scheepers (ultimo turno)
12. Pauline Parmentier (qualificata)

1. Evgenija Rodina (qualificata)
2. Grace Min (ultimo turno)
3. Ana Konjuh (ultimo turno)
4. Anna-Lena Friedsam (ultimo turno)
5. Stefanie Vögele (qualificata)
6. Irina Falconi (qualificata)
7. Andreea Mitu (primo turno)
8. Kateryna Kozlova (qualificata)
9. Julija Putinceva (primo turno)
10. Tatjana Maria (qualificata)
11. An-Sophie Mestach (primo turno)
12. Çağla Büyükakçay (primo turno)

### Qualificate
1. Stefanie Vögele
2. Alexandra Dulgheru
3. Kateryna Kozlova
4. Urszula Radwańska
5. Marina Eraković
6. Tatjana Maria

1. Alison Van Uytvanck
2. Tímea Babos
3. Sesil Karatančeva
4. Irina Falconi
5. Evgenija Rodina
6. Pauline Parmentier

### Lucky loser
1. Zheng Saisai

## Tabellone qualificazioni

### Legenda
| - Q = Qualificato - WC = Wild card - LL = Lucky loser | - ALT = Alternate - SE = Special Exempt - PR = Protected Ranking | - w/o = Walkover - r = Ritirato - d = Squalificato |

### 1ª sezione
|  | Primo turno | Primo turno         | Primo turno         | Primo turno | Primo turno |  |  | Ultimo turno | Ultimo turno    | Ultimo turno    | Ultimo turno | Ultimo turno |  |
|  |             |                     |                     |             |             |  |  |              |                 |                 |              |              |  |
|  | 1           | Francesca Schiavone | Francesca Schiavone | 4           | 0           |  |  |              |                 |                 |              |              |  |
|  |             | Zhu Lin             | Zhu Lin             | 6           | 6           |  |  |              | Zhu Lin         | Zhu Lin         | 1            | 1            |  |
|  |             | Shahar Peer         | Shahar Peer         | 5           | 4           |  |  | 17           | Stefanie Vögele | Stefanie Vögele | 6            | 6            |  |
|  | 17          | Stefanie Vögele     | Stefanie Vögele     | 7           | 6           |  |  |              |                 |                 |              |              |  |

### 2ª sezione
|  | Primo turno | Primo turno        | Primo turno  | Primo turno | Primo turno |  |  | Ultimo turno | Ultimo turno       | Ultimo turno       | Ultimo turno | Ultimo turno |  |
|  |             |                    |              |             |             |  |  |              |                    |                    |              |              |  |
|  | 2           | Alexandra Dulgheru | 6            | 4           | 6           |  |  |              |                    |                    |              |              |  |
|  |             | Océane Dodin       | 4            | 6           | 1           |  |  | 2            | Alexandra Dulgheru | Alexandra Dulgheru | 6            | 7            |  |
|  | WC          | İpek Soylu         | İpek Soylu   | 6           | 6           |  |  | WC           | İpek Soylu         | İpek Soylu         | 4            | 5            |  |
|  | 19          | Andreea Mitu       | Andreea Mitu | 0           | 1           |  |  |              |                    |                    |              |              |  |

### 3ª sezione
|  | Primo turno | Primo turno               | Primo turno               | Primo turno | Primo turno |  |  | Ultimo turno | Ultimo turno     | Ultimo turno     | Ultimo turno | Ultimo turno |  |
|  |             |                           |                           |             |             |  |  |              |                  |                  |              |              |  |
|  | 3           | Zheng Saisai              | Zheng Saisai              | 6           | 6           |  |  |              |                  |                  |              |              |  |
|  |             | Michelle Larcher de Brito | Michelle Larcher de Brito | 2           | 1           |  |  | 3            | Zheng Saisai     | Zheng Saisai     | 1            | 3            |  |
|  |             | Jovana Jakšić             | Jovana Jakšić             | 3           | 1           |  |  | 20           | Kateryna Kozlova | Kateryna Kozlova | 6            | 6            |  |
|  | 20          | Kateryna Kozlova          | Kateryna Kozlova          | 6           | 6           |  |  |              |                  |                  |              |              |  |

### 4ª sezione
|  | Primo turno | Primo turno       | Primo turno       | Primo turno | Primo turno |  |  | Ultimo turno | Ultimo turno      | Ultimo turno      | Ultimo turno | Ultimo turno |  |
|  |             |                   |                   |             |             |  |  |              |                   |                   |              |              |  |
|  | 4           | Carina Witthöft   | Carina Witthöft   | 2           | 5           |  |  |              |                   |                   |              |              |  |
|  |             | Urszula Radwańska | Urszula Radwańska | 6           | 7           |  |  |              | Urszula Radwańska | Urszula Radwańska | 6            | 6            |  |
|  | WC          | Sachia Vickery    | 6                 | 3           | 2           |  |  | 15           | Ana Konjuh        | Ana Konjuh        | 2            | 2            |  |
|  | 15          | Ana Konjuh        | 3                 | 6           | 6           |  |  |              |                   |                   |              |              |  |

### 5ª sezione
|  | Primo turno | Primo turno            | Primo turno            | Primo turno | Primo turno |  |  | Ultimo turno | Ultimo turno           | Ultimo turno           | Ultimo turno | Ultimo turno |  |
|  |             |                        |                        |             |             |  |  |              |                        |                        |              |              |  |
|  | 5           | Marina Eraković        | Marina Eraković        | 6           | 6           |  |  |              |                        |                        |              |              |  |
|  |             | Aleksandra Panova      | Aleksandra Panova      | 3           | 2           |  |  | 5            | Marina Eraković        | Marina Eraković        | 6            | 7            |  |
|  |             | Lourdes Domínguez Lino | Lourdes Domínguez Lino | 6           | 6           |  |  |              | Lourdes Domínguez Lino | Lourdes Domínguez Lino | 2            | 6(1)         |  |
|  | 21          | Julija Putinceva       | Julija Putinceva       | 1           | 0           |  |  |              |                        |                        |              |              |  |

### 6ª sezione
|  | Primo turno | Primo turno             | Primo turno             | Primo turno | Primo turno |  |  | Ultimo turno | Ultimo turno  | Ultimo turno  | Ultimo turno | Ultimo turno |  |
|  |             |                         |                         |             |             |  |  |              |               |               |              |              |  |
|  | 6           | María Teresa Torró Flor | María Teresa Torró Flor | 1           | 0r          |  |  |              |               |               |              |              |  |
|  |             | Danka Kovinić           | Danka Kovinić           | 6           | 0           |  |  |              | Danka Kovinić | Danka Kovinić | 2            | 4            |  |
|  | WC          | Maria Shishkina         | Maria Shishkina         | 1           | 1           |  |  | 22           | Tatjana Maria | Tatjana Maria | 6            | 6            |  |
|  | 22          | Tatjana Maria           | Tatjana Maria           | 6           | 6           |  |  |              |               |               |              |              |  |

### 7ª sezione
|  | Primo turno | Primo turno         | Primo turno         | Primo turno | Primo turno |  |  | Ultimo turno | Ultimo turno        | Ultimo turno        | Ultimo turno | Ultimo turno |  |
|  |             |                     |                     |             |             |  |  |              |                     |                     |              |              |  |
|  | 7           | Donna Vekić         | Donna Vekić         | 1           | 2           |  |  |              |                     |                     |              |              |  |
|  | WC          | Ingrid Neel         | Ingrid Neel         | 6           | 6           |  |  | WC           | Ingrid Neel         | Ingrid Neel         | 67           | 4            |  |
|  |             | Alison Van Uytvanck | Alison Van Uytvanck | 6           | 6           |  |  |              | Alison Van Uytvanck | Alison Van Uytvanck | 79           | 6            |  |
|  | 16          | Anna-Lena Friedsam  | Anna-Lena Friedsam  | 3           | 4           |  |  |              |                     |                     |              |              |  |

### 8ª sezione
|  | Primo turno | Primo turno      | Primo turno      | Primo turno | Primo turno |  |  | Ultimo turno | Ultimo turno   | Ultimo turno   | Ultimo turno | Ultimo turno |  |
|  |             |                  |                  |             |             |  |  |              |                |                |              |              |  |
|  | 8           | Tímea Babos      | Tímea Babos      | 7           | 6           |  |  |              |                |                |              |              |  |
|  |             | Ons Jabeur       | Ons Jabeur       | 5           | 3           |  |  | 8            | Tímea Babos    | Tímea Babos    | 6            | 6            |  |
|  |             | Lucie Hradecká   | Lucie Hradecká   | 6           | 6           |  |  |              | Lucie Hradecká | Lucie Hradecká | 2            | 3            |  |
|  | 24          | Çağla Büyükakçay | Çağla Büyükakçay | 2           | 3           |  |  |              |                |                |              |              |  |

### 9ª sezione
|  | Primo turno | Primo turno       | Primo turno   | Primo turno | Primo turno |  |  | Ultimo turno      | Ultimo turno      | Ultimo turno | Ultimo turno | Ultimo turno |  |
|  |             |                   |               |             |             |  |  |                   |                   |              |              |              |  |
|  | 9           | Nicole Gibbs      | Nicole Gibbs  | 4           | 3           |  |  |                   |                   |              |              |              |  |
|  |             | Julia Glushko     | Julia Glushko | 6           | 6           |  |  | Julia Glushko     | Julia Glushko     | 2            | 6            | 3            |  |
|  |             | Sesil Karatančeva | 6             | 5           | 6           |  |  | Sesil Karatančeva | Sesil Karatančeva | 6            | 4            | 6            |  |
|  | 23          | An-Sophie Mestach | 2             | 7           | 3           |  |  |                   |                   |              |              |              |  |

### 10ª sezione
|  | Primo turno | Primo turno      | Primo turno      | Primo turno | Primo turno |  |  | Ultimo turno | Ultimo turno     | Ultimo turno | Ultimo turno | Ultimo turno |  |
|  |             |                  |                  |             |             |  |  |              |                  |              |              |              |  |
|  | 10          | Denisa Allertová | Denisa Allertová | 6           | 6           |  |  |              |                  |              |              |              |  |
|  | WC          | Arantxa Rus      | Arantxa Rus      | 3           | 1           |  |  | 10           | Denisa Allertová | 6            | 6            | 5            |  |
|  | WC          | Fanny Stollár    | Fanny Stollár    | 0           | 6(0)        |  |  | 18           | Irina Falconi    | 78           | 1            | 7            |  |
|  | 18          | Irina Falconi    | Irina Falconi    | 6           | 7           |  |  |              |                  |              |              |              |  |

### 11ª sezione
|  | Primo turno | Primo turno          | Primo turno        | Primo turno | Primo turno |  |  | Ultimo turno | Ultimo turno       | Ultimo turno | Ultimo turno | Ultimo turno |  |
|  |             |                      |                    |             |             |  |  |              |                    |              |              |              |  |
|  | 11          | Chanelle Scheepers   | Chanelle Scheepers | 6           | 6           |  |  |              |                    |              |              |              |  |
|  |             | Kimiko Date-Krumm    | Kimiko Date-Krumm  | 4           | 0           |  |  | 11           | Chanelle Scheepers | 6            | 4            | 2            |  |
|  |             | Mariana Duque Mariño | 6                  | 5           | 2           |  |  | 13           | Evgenija Rodina    | 0            | 6            | 6            |  |
|  | 13          | Evgenija Rodina      | 4                  | 7           | 6           |  |  |              |                    |              |              |              |  |

### 12ª sezione
|  | Primo turno | Primo turno          | Primo turno | Primo turno | Primo turno |  |  | Ultimo turno | Ultimo turno       | Ultimo turno       | Ultimo turno | Ultimo turno |  |
|  |             |                      |             |             |             |  |  |              |                    |                    |              |              |  |
|  | 12          | Pauline Parmentier   | 7           | 2           | 6           |  |  |              |                    |                    |              |              |  |
|  |             | Alla Kudrjavceva     | 5           | 6           | 4           |  |  | 12           | Pauline Parmentier | Pauline Parmentier | 6            | 6            |  |
|  | PR          | Edina Gallovits-Hall | 2           | 7           | 4           |  |  | 14           | Grace Min          | Grace Min          | 2            | 4            |  |
|  | 14          | Grace Min            | 6           | 63          | 6           |  |  |              |                    |                    |              |              |  |